# Гравитомагнетизм
Гравитомагнети́зм, гравимагнети́зм, иногда гравитоэлектромагнети́зм — общее название нескольких эффектов, вызываемых движением гравитирующего тела.

## Гравитомагнетизм в общей теории относительности
В отличие от ньютоновской механики, в общей теории относительности (ОТО) движение пробной частицы (и ход часов) в гравитационном поле зависит от того, как вращается тело — источник поля. Влияние вращения сказывается даже в том случае, когда распределение масс в источнике не меняется со временем (существует цилиндрическая симметрия относительно оси вращения). Гравитомагнитные эффекты в слабых полях чрезвычайно малы. В слабом гравитационном поле и при малых скоростях движения частиц можно отдельно рассматривать гравитационную («гравитоэлектрическую») и гравитомагнитную силы, действующие на пробное тело, причём напряжённость гравитомагнитного поля и гравитомагнитная сила описываются уравнениями, близкими к соответствующим уравнениям электромагнетизма.
Рассмотрим движение пробной частицы в окрестностях вращающегося сферически симметричного тела с массой M и моментом импульса L. Если частица массой m движется со скоростью {\displaystyle v\ll c} (c — скорость света), то на частицу, помимо гравитационной силы, будет действовать гравитомагнитная сила, направленная, подобно силе Лоренца, перпендикулярно как скорости частицы, так и напряжённости гравитомагнитного поля Bg:
{\displaystyle \mathbf {F} ={\frac {m}{c}}\left[\mathbf {v} \times 2\mathbf {B} _{\mathrm {g} }\right].}
При этом, если вращающаяся масса находится в начале координат и r — радиус-вектор, напряжённость гравитомагнитного поля равна:
{\displaystyle \mathbf {B} _{\mathrm {g} }={\frac {G}{2c}}\;{\frac {\mathbf {L} -3(\mathbf {L} \cdot \mathbf {r} /r)\mathbf {r} /r}{r^{3}}},}
где G — гравитационная постоянная.
Последняя формула совпадает (за исключением коэффициента) с аналогичной формулой для поля магнитного диполя с дипольным моментом L.
В ОТО гравитация не является самостоятельной физической силой. Гравитация ОТО сводится к искривлению пространства-времени и трактуется как геометрический эффект, приравнивается к метрическому полю. Такой же геометрический смысл получает и гравитомагнитное поле Bg.
В случае сильных полей и релятивистских скоростей гравитомагнитное поле нельзя рассматривать отдельно от гравитационного, точно также как в электромагнетизме электрическое и магнитное поля можно разделять лишь в нерелятивистском пределе в статических и стационарных случаях.

## Уравнения гравитоэлектромагнетизма
Согласно общей теории относительности, гравитационное поле, порождаемое вращающимся объектом, в некотором предельном случае может быть описано уравнениями, которые имеют ту же форму, что и уравнения Максвелла в классической электродинамике. Исходя из основных уравнений ОТО и предполагая, что гравитационное поле слабо, можно вывести гравитационные аналоги уравнений электромагнитного поля, которые могут быть записаны в следующей форме:
| Уравнения гравитоэлектромагнетизма | Уравнения Максвелла в СГС |
| --- | --- |
| {\displaystyle \nabla \cdot \mathbf {E} _{\text{g}}=-4\mathrm {\pi } G\mathrm {\rho } \ }                                                                   | {\displaystyle \nabla \cdot \mathbf {E} =4\mathrm {\pi \rho } _{\text{em}}\ }                                                                   |
| {\displaystyle \nabla \cdot \mathbf {B} _{\text{g}}=0\ } | {\displaystyle \nabla \cdot \mathbf {B} =0\ }                                                                                                   |
| {\displaystyle \nabla \times \mathbf {E} _{\text{g}}=-{\frac {1}{c}}{\frac {\partial \mathbf {B} _{\text{g}}}{\partial t}}\ }                               | {\displaystyle \nabla \times \mathbf {E} =-{\frac {1}{c}}{\frac {\partial \mathbf {B} }{\partial t}}\ }                                         |
| {\displaystyle \nabla \times \mathbf {B} _{\text{g}}=-{\frac {4\pi G}{c}}\mathbf {J} +{\frac {1}{c}}{\frac {\partial \mathbf {E} _{\text{g}}}{\partial t}}} | {\displaystyle \nabla \times \mathbf {B} ={\frac {4\pi }{c}}\mathbf {J} _{\text{em}}+{\frac {1}{c}}{\frac {\partial \mathbf {E} }{\partial t}}} |

где:
- Eg — гравитационное поле (в рамках данной аналогии также называется «гравитоэлектрическим»);
- E — электрическое поле;
- Bg — гравитомагнитное поле;
- B — магнитное поле;
- ρ — плотность массы;
- ρem — плотность заряда:
- J — плотность тока массы (J = ρ vρ, где vρ — поле скоростей массы, генерирующей гравитационное поле);
- Jem — плотность электрического тока;
- G — гравитационная постоянная;
- c — скорость распространения гравитации (равная в ОТО скорости света).

На пробную частицу малой массы m воздействует в гравитоэлектромагнитном поле сила, которая является аналогом силы Лоренца в электромагнитном поле и выражается следующим образом:
{\displaystyle \mathbf {F} _{\text{m}}=m\left(\mathbf {E} _{\text{g}}+{\frac {1}{c}}[\mathbf {v} \times 2\mathbf {B} _{\text{g}}]\right).}
где:
- m — масса пробной частицы;
- v — её скорость.

Коэффициент 2 при Bg в уравнениях для гравитомагнитной силы, которого нет в аналогичных уравнениях для магнитной силы, возникает из-за того, что гравитационное поле описывается тензором второго ранга, в отличие от электромагнитного поля, описываемого вектором (тензором первого ранга). Иногда гравитомагнитным полем называют величину 2Bg — в этом случае коэффициент 2 исчезает из уравнений для силы, а в уравнениях для гравимагнитного поля появляется коэффициент 1⁄2.
При данном определении гравитомагнитного поля его размерность совпадает с размерностью гравитоэлектрического поля (ньютоновской гравитации) и равна размерности ускорения. Используется также другое определение, при котором гравитомагнитным полем называют величину Bg/c, и в этом случае оно имеет размерность частоты, а приведённые выше уравнения для слабого гравитационного поля преобразуются в другую форму, сходную с уравнениями Максвелла в системе СИ.

## Характерные величины поля
Из указанных выше уравнений гравитомагнетизма можно получить оценки характерных величин поля. Например, напряжённость гравитомагнитного поля, индуцированного вращением Солнца (L=1,6⋅1041 кг·м²/с), на орбите Земли составляет 5,3⋅10−12 м/с², что в 1,3⋅109 раз меньше ускорения свободного падения, вызванного притяжением Солнца. Гравитомагнитная сила, действующая на Землю, направлена от Солнца и равна 3,1⋅109 Н. Эта величина, хотя и очень велика с точки зрения повседневных представлений, на 8 порядков меньше обычной (ньютоновской — в данном контексте её называют «гравитоэлектрической») силы притяжения, действующей на Землю со стороны Солнца. Напряжённость гравитомагнитного поля вблизи поверхности Земли, индуцированная вращением Земли (её угловой момент L=7⋅1033 кг·м²/с), равна на экваторе 3,1⋅10−6 м/с², что составляет 3,2⋅10−7 стандартного ускорения свободного падения. Вращательный момент Галактики в окрестностях Солнца индуцирует гравитомагнитное поле напряжённостью ~2⋅10−13 м/с², примерно на 3 порядка меньше центростремительного ускорения Солнца в гравитационном поле Галактики (2,32(16)⋅10−10 м/с²).

## Гравитомагнитные эффекты и их экспериментальный поиск
В качестве отдельных гравитомагнитных эффектов можно выделить:
- Эффект Лензе — Тирринга[7]. Это прецессия спинового и орбитального моментов пробной частицы вблизи вращающегося тела. Мгновенная угловая скорость прецессии момента Ωp = −Bg/2c. Дополнительный член в гамильтониане пробной частицы описывает взаимодействие её спинового момента с моментом вращающегося тела: ΔH = σ · Ω; по аналогии с магнитным моментом в магнитном поле, в неоднородном гравимагнитном поле на спиновый момент действует гравимагнитная сила Штерна — Герлаха {\displaystyle \mathbf {F} =-\mathbf {\nabla } (\mathbf {\sigma } \cdot \mathbf {\Omega } ).} Эта сила, в частности приводит тому, что вес частицы на поверхности вращающейся Земли зависит от направления спина частицы. Однако разность энергий {\displaystyle 2\hbar \Omega } для одинаковых частиц с проекциями спина {\displaystyle \pm \hbar } на поверхности Земли не превышает 10−28 эВ, что пока находится далеко за пределами чувствительности эксперимента[3]. Однако для макроскопических пробных частиц и спиновый, и орбитальный эффект Лензе — Тирринга был экспериментально проверен.
  - Орбитальный эффект Лензе — Тирринга приводит к повороту эллиптической орбиты частицы в гравитационном поле вращающегося тела. Например, для низкоорбитального искусственного спутника Земли на почти круговой орбите угловая скорость поворота перигея составит 0,26 угловой секунды в год; для орбиты Меркурия эффект равен −0,0128″ в столетие. Данный эффект прибавляется к стандартной общерелятивистской прецессии перицентра (43″ в столетие для Меркурия), которая не зависит от вращения центрального тела. Орбитальная прецессия Лензе — Тирринга была впервые измерена для спутников LAGEOS и LAGEOS II[8].
  - Спиновый эффект Лензе — Тирринга (иногда его называют эффектом Шиффа) выражается в прецессии гироскопа, находящегося вблизи вращающегося тела. Этот эффект недавно был проверен с помощью гироскопов на спутнике Gravity Probe B; первые результаты обнародованы в апреле 2007, но в связи с недоучётом влияния электрических зарядов на гироскопы точность обработки данных вначале была недостаточна, чтобы выделить эффект (поворот оси на −0,0392 угловой секунды в год в плоскости земного экватора). Учёт мешающих эффектов позволил выделить ожидаемый сигнал, хотя обработка данных продлилась до мая 2011. Окончательный результат (−0,0372 ± 0,0072 угловой секунды в год) в пределах погрешности согласуется с приведённым выше значением, предсказанным ОТО.

- Геодезическая прецессия (эффект де Ситтера) возникает при параллельном переносе вектора момента импульса в искривленном пространстве-времени. Для системы Земля-Луна, движущейся в поле Солнца, скорость геодезической прецессии равна 1,9″ в столетие; точные астрометрические измерения выявили этот эффект, который совпал с предсказанным в пределах ошибки ~1 %. Геодезическая прецессия гироскопов на спутнике Gravity Probe B совпала с предсказанным значением (поворот оси на 6,606 угловой секунды в год в плоскости орбиты спутника) с точностью лучше 1 %.

- Гравитомагнитный сдвиг времени. В слабых полях (например, вблизи Земли) этот эффект маскируется стандартными спец- и общерелятивистским эффектами ухода часов и находится далеко за пределами современной точности эксперимента. Поправка к ходу часов на спутнике, движущемся с угловой скоростью ω по орбите радиусом R в экваториальной плоскости вращающегося массивного шара, равна 1 ± 3GLω/Rc4 (по отношению к часам удалённого наблюдателя; знак + для сонаправленного вращения).